# ГЕС Аппер-Салмон
ГЕС Аппер-Салмон — гідроелектростанція на канадському острові Ньюфаундленд. Знаходячись між ГЕС Granite Canal (41 МВт) та ГЕС Bay d'Espoir, входить до складу дериваційного гідровузла, який використовує ресурс зі сточища ряду річок, що мають устя на південному та північному узбережжях острова.
У другій половині 1960-х років на півдні Ньюфаундленда реалізували масштабну дериваційну схему, яка живила ГЕС Bay d'Espoir. ЇЇ найвіддаленішим пунктом було озеро Вікторія, котре природним шляхом дренувалось праворуч до річки Exploits (впадає до затоки Exploits на північному узбережжі острова). На виході з озера спорудили греблю, яка перетворила його на водосховище та дозволила організувати деривацію на схід, через сточища White Bear та Грей у верхню частину сточища Салмон (всі ці три річки впадають до затоки Святого Лаврентія на південному узбережжі Ньюфаундленда). В 2003-му для використання перепаду висот на ділянці між White Bear та Грей облаштували ГЕС Granite Canal (41 МВт), тоді як різницю висот у сточищі Салмон почали використовувати ще з 1983 року.
Відпрацьована на станції Granite Canal вода потрапляє до створеного на Грей великого водосховища Meelpaeg Lake. Для цього на виході з природного озера Пудорп звели земляну греблю із моренного матеріалу висотою 21 метр та довжиною 1554 метри, яка потребувала 1025 тис. м3 матеріалу. Вона утворила резервуар з корисним об'ємом 1330 млн м3, що забезпечується коливанням рівня поверхні між позначками 257 та 262 метри НРМ.
З північно-східної частини Meelpaeg Lake проклали канал Ebbegunbaeg довжиною 3,7 км, який перетинає водорозділ між сточищем Грей та річкою Норт-Салмон, лівим витоком Салмон. Спорудження траси потребувало екскавації 405 тис. м3 породи та відсипки 99 тис. м3 під час створення утримуючих споруд, крім того, для регулювання перетоку води по каналу звели контрольну структуру.
За первісною схемою далі ресурс прямував по течії Норт-Салмон і Салмон до Лонг-Понд — водосховища ГЕС Bay d'Espoir. В межах проекту станції Аппер-Салмон на озері Great Burnt Lake (відноситься до тічії Норт-Салмон) звели греблю, створений якою підпір дозволив організувати перекидання води у Вест-Салмон (правий витіку Салмон) через два канали завдовжки понад 1 км кожен та невелике озеро, що їх розділяє. Ресурс надходить у водосховище Колд-Спрінг-Понд, гребля якого довжиною біля 1 км перекриває долину Вест-Салмон. Ліворуч від греблі починається підвідний канал довжиною 3,6 км, котрий переходить у напірний водовід довжиною 0,45 км.
Основне обладнання станції становить одна турбіна типу Френсіс потужністю 84 МВт, яка при напорі у 51 метр забезпечує виробництво 570 млн кВт-год електроенергії на рік.
Відпрацьована вода потрапляє у струмок Godaleich Brook, що впадає до Вес-Салмон на ділянці озера Godaleich Pond. При цьому нижню частину русла струмка поглибили та перетворили на відвідний канал довжиною 1 км. Із Godaleich Pond вода природним шляхом потрапляє до озера Раунд-Понд — місця злиття витоків Салмон — та далі до зазначеного вище Лонг-Понд.
Видача продукції відбувається по ЛЕП, розрахованій на роботу під напругою 230 кВ.